# Fresh Kills Landfill
Fresh Kills Landfill was de grootste vuilnisbelt ter wereld. Het bevindt zich op het eiland Staten Island in de stad New York. Het is een 890 hectare groot moerasgebied dat tussen 1948 en 2001 werd gebruikt om het vuilnis van New York te storten. Na de aanslagen op 11 september 2001 werd het heropend om restanten van het World Trade Center te storten. Het gebied is voor 45% gevuld en bevat ongeveer 150 miljoen ton afval verspreid over zes heuvels met een hoogte van 30 tot 70 meter. In 2006 werd begonnen de vuilnisbelt om te vormen tot Freshkills Park met een gefaseerde opening tot 2036.

## Geschiedenis
Het gebied is vernoemd naar de Fresh Kill-rivier die door het moeras stroomt. Kill is afgeleid van het Nederlandse woord kil dat kreek betekent.
Tot 1934 werd het afval in de zee gestort. In 1947 stelde Robert Moses voor om het moeras te gebruiken als een tijdelijke vuilstort om later te worden gebruikt voor woningbouw en industrie. In 1948 werd de vuilnisstort geopend. In 1955 was het de grootste vuilnisstort ter wereld en werd het meeste afval van de stad naar Fresh Kill Landfill verscheept. Tussen 1986 en 1987 werd 29.000 ton per dag verwerkt, en werkten er 690 mensen op Fresh Kills.
In 1996 werd door publieke druk een wet aangenomen dat Fresh Kills Landfill in 2001 moest worden gesloten. In 1999 werd begonnen met een gebiedsontwikkelingsplan voor een nieuwe inrichting van Fresh Kills. Op 22 maart 2001 werd het laatste afval aangeboden. Het vuilnis gaat sindsdien naar Pennsylvania and Virginia.
Na de aanslagen op 11 september 2001 werd het heropend om de restanten van het World Trade Center te storten. Het materiaal werd tien maanden onderzocht op menselijke resten en is daarna bedekt met een laag aarde met een dikte van 30 cm.
In 2006 werd het gebiedsontwikkelingsplan gepresenteerd. De vuilnisbergen worden afgedekt met een laag aarde. Uiteindelijk zullen er vijf parken worden aangelegd. In 2012 werd het eerste gedeelte geopend, maar de volledige reconstructie zal waarschijnlijk in 2036 zijn afgerond.

## Galerij

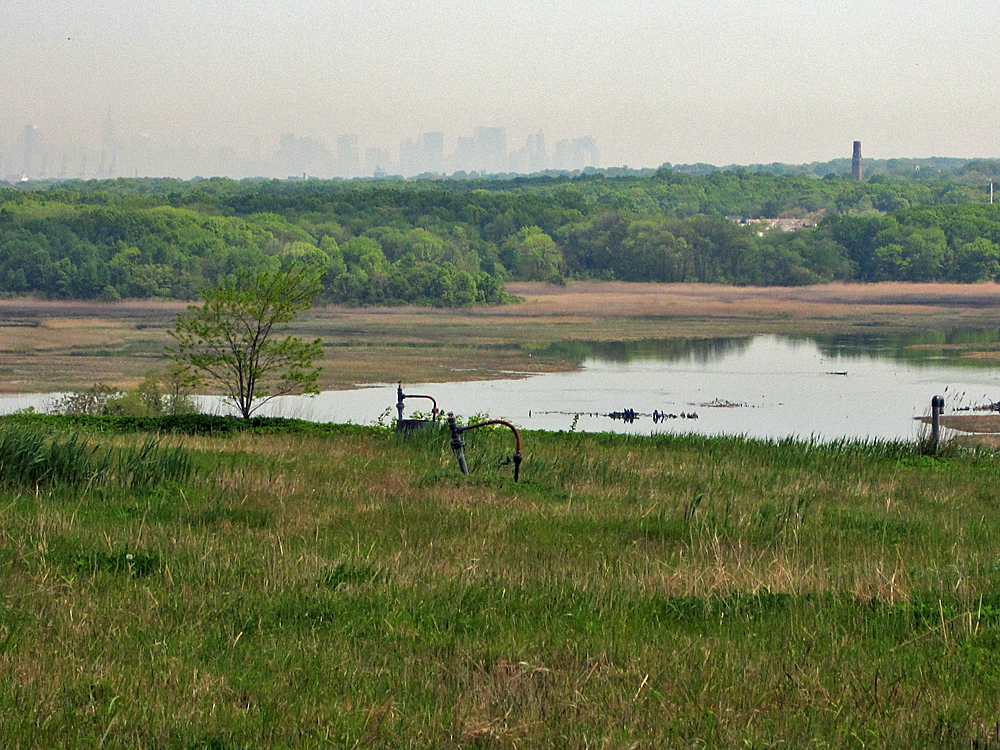
Aanleg van het park (2010)
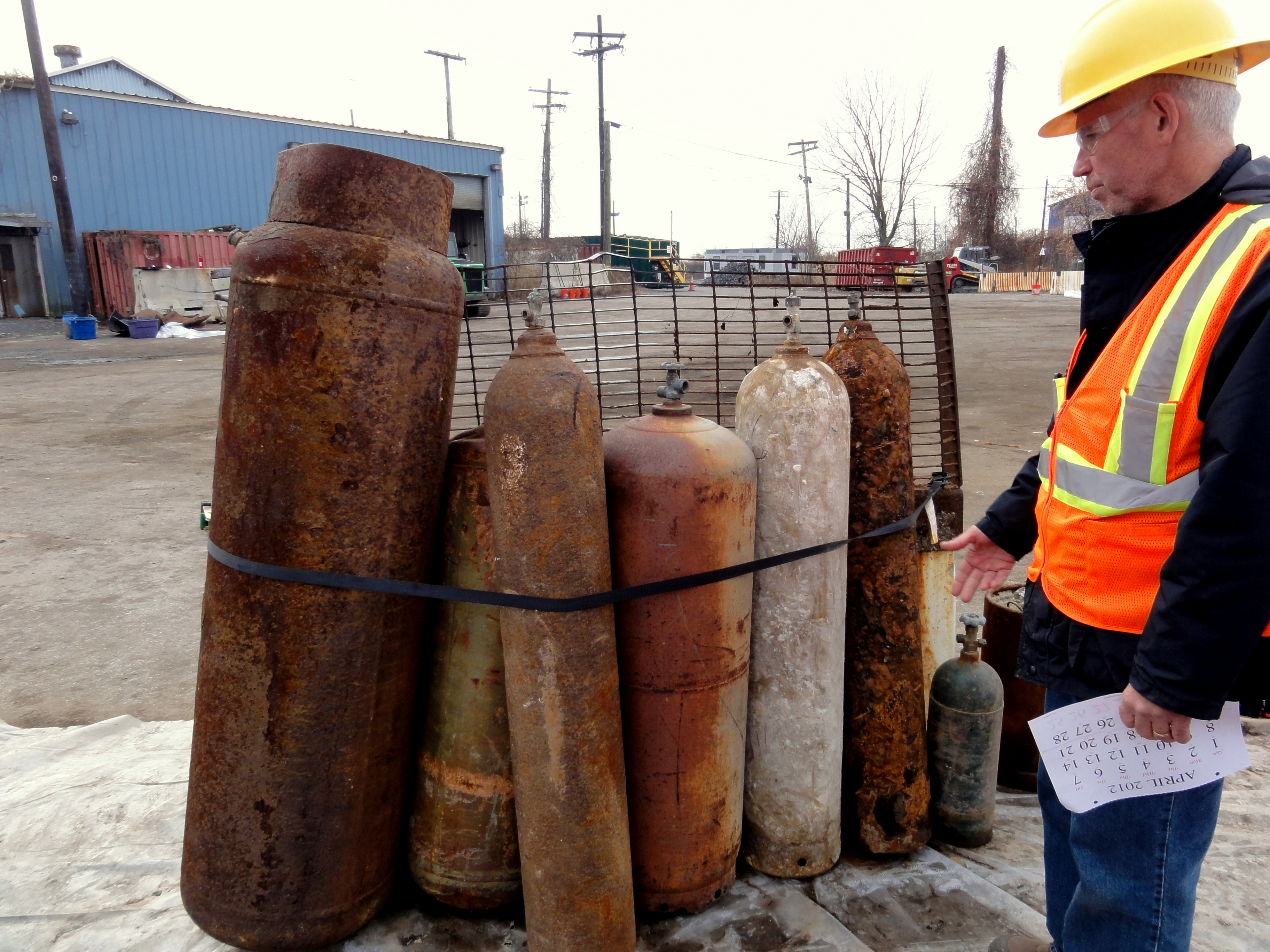
Mysterieuze tanks die op de vuilnisbelt waren gevonden
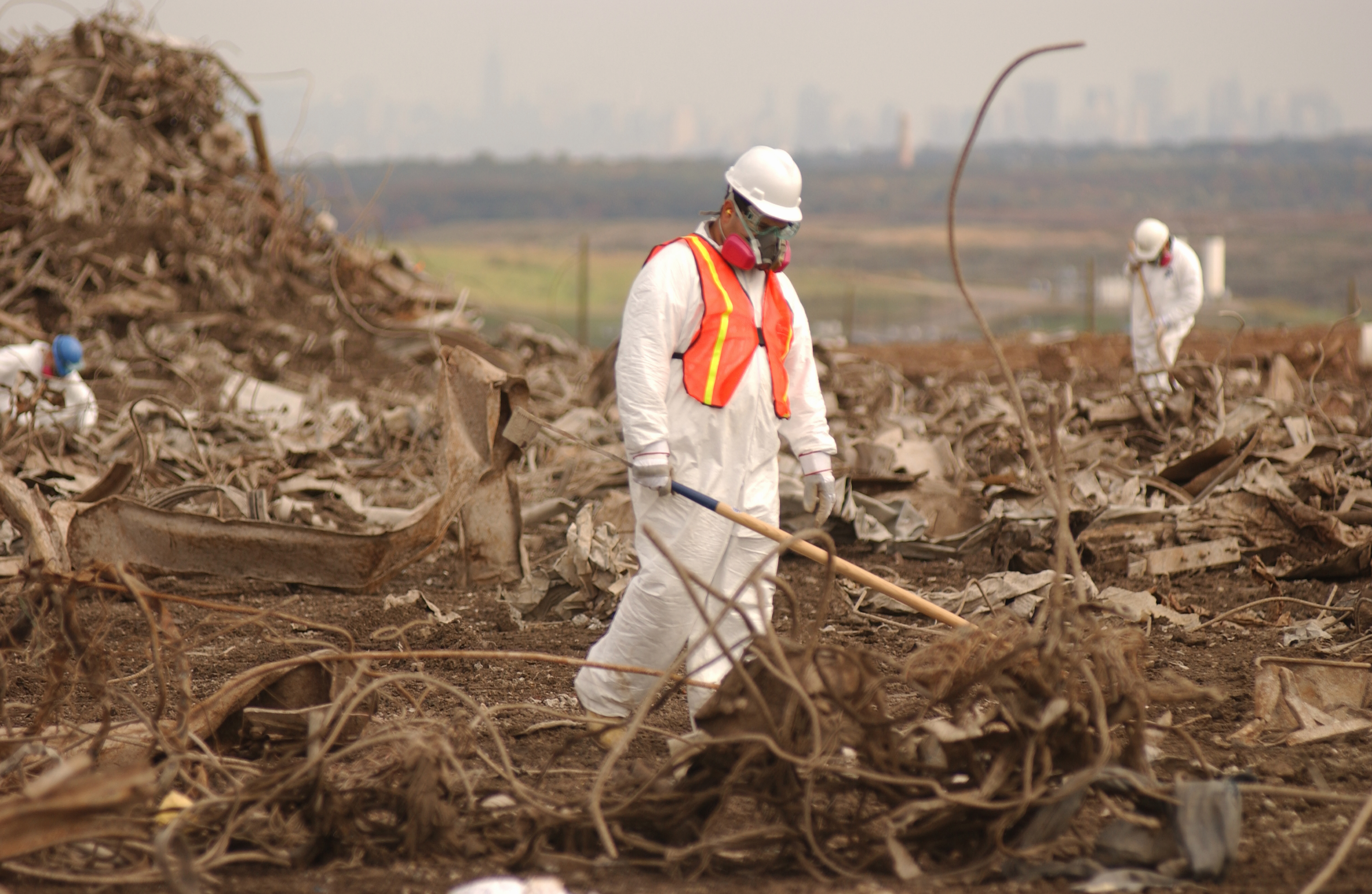
Zoeken naar menselijke resten in het World Trade Center-afval
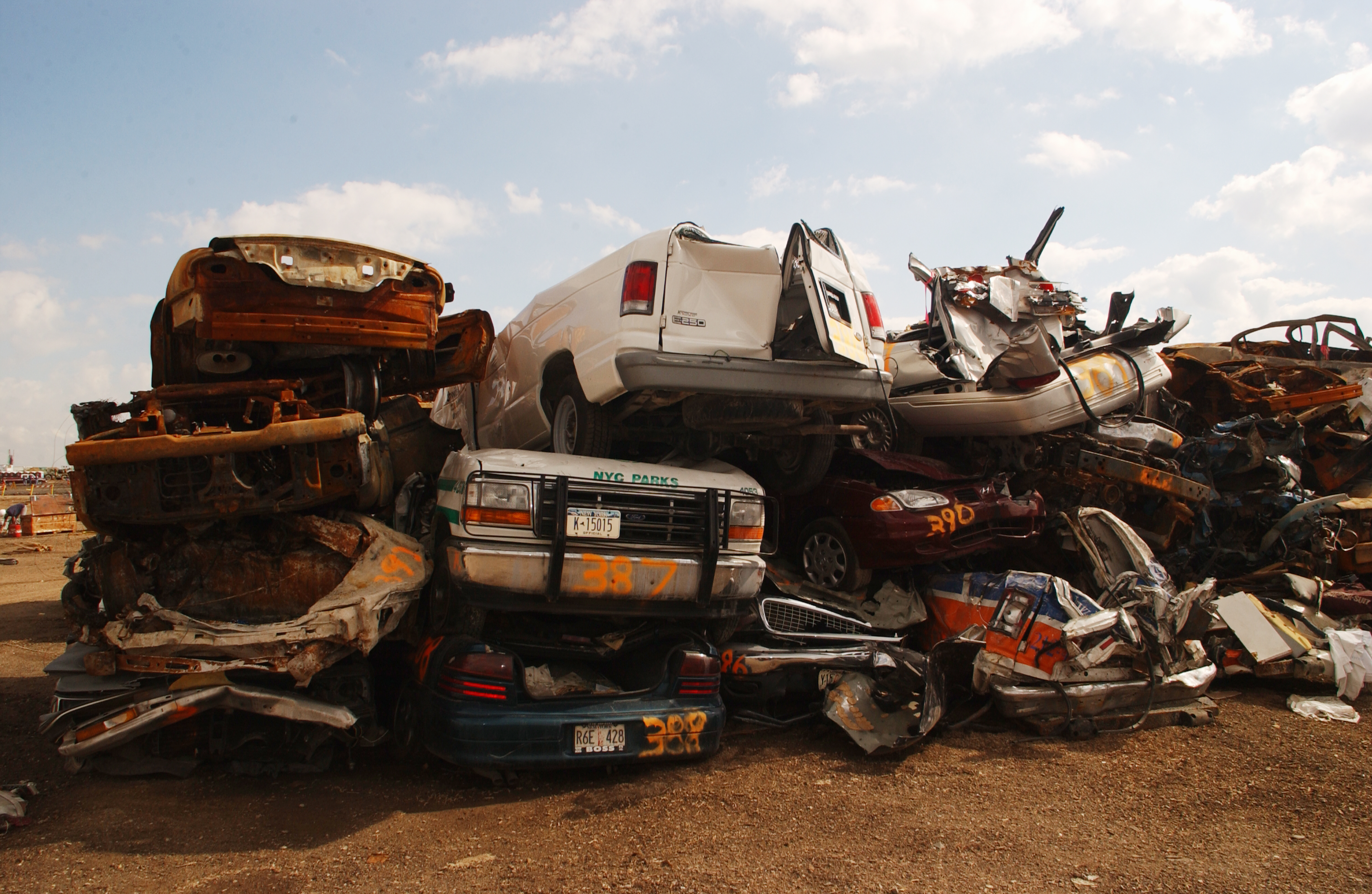
Verzameling auto's

- Virtual International Authority File: 316600659